# KV37
KV37, acrònim de l'anglès King's Valley, és una tomba egípcia de l'anomenada Vall dels Reis, situada a la riba oest del riu Nil, a l'altura de la moderna ciutat de Luxor. Els fragments d'os trobats indiquen que la tomba va ser utilitzada per a un enterrament, però estan molt danyats i els seus inquilins originals són desconeguts. S'ha datat a l'Imperi Nou, en temps de la dinastia XVIII.
L'entrada està entre roques, i després d'una escala es troba un corredor i una cambra. En el seu interior s'han trobat, a més de restes humanes, recipients escultures i documents. La ceràmica demostra que la tomba KV37 va ser utilitzada per a un enterrament i la seva pla i localització suggereixen que fos per la família reial. No està decorada i encara no ha estat totalment excavada. A causa de la diversitat dels objectes trobats, Elizabeth Thomas va aventurar que la tomba va ser utilitzada com a magatzem pels lladres de tombes.